# 濟度
濟度（1633年—1660年），滿洲愛新覺羅氏。鄭獻親王濟爾哈朗次子，順治帝之堂兄。清初八大鐵帽子王之一，承襲簡親王爵位、鑲藍旗旗主。

## 生平
天聰七年（1633年）出生，濟爾哈朗之次子，母親為三娶福晉鈷爾哈蘇氏（後金時期，貴族奉行一夫多妻多妾制，諸妻皆稱福晉，繼娶福晉非喪妻再娶。
）
順治八年（1651年），攝政王多爾袞死後，濟度被封為多羅簡郡王。同年四月二十日，長兄愨厚世子富爾敦病故，朝廷改封濟度為鄭親王世子。
順治九年（1652年）十月，世祖命濟度與多羅信郡王多尼，多羅安郡王岳樂，多羅敏郡王勒度，貝勒尚善、杜爾祜、杜蘭為議政。
順治十一年（1654年）十一月，命濟度為定遠大將軍，率師討伐鄭成功。
順治十二年（1655年）九月，大軍進至福州。當駐守福州一段時間後，再進軍至泉州。
順治十三年（1656年）六月，鄭成功部將黃梧、蘇明、鄭純自海澄來投降，移軍至漳州。俄而鄭成功率軍進犯福州，濟度派遣梅勒額真阿克善等開赴救援，擊敗鄭成功的軍隊，斬首級二百餘。再攻擊斬殺其將林祖蘭等，奪其舟十有四。又分軍攻取惠安、閩安、漳浦，獲舟船數百，斬首級二千餘。
順治十四年（1657年）三月，大軍回京，世祖派遣大臣迎勞大軍於盧溝橋，濟度才聽聞其父鄭獻親王之喪事，令他進入停靈治喪的地方，世祖到臨其府第慰諭他。濟度承襲父親和碩親王爵位，改號為簡親王。
順治十七年（1660年），濟度逝世，朝廷予以諡號為「純」，由其嫡子、第三子德塞承襲簡親王爵位。

## 家族

### 妻妾
- 嫡福晉博爾濟吉特氏、多羅貝勒綽爾濟之女（孝惠章皇后之同母胞姐）
- 側福晉吳魯特博爾濟吉特氏，男尚書都統布彥泰之女
- 側福晉博爾濟吉特氏，二等侍衛尚阿泰之女
- 庶福晉額塞禮氏，塞尹圖之女
- 庶福晉杭氏，翁普熙之女
- 庶福晉佟氏，吳格之女

### 子嗣（5子）
- 長子已革輔國將軍墨美（1652-1690），順治九年壬辰七月初四日子時生，母庶福晉額塞禮氏，塞尹圖之女；康熙五年正月，封三等輔國將軍；二十二年，緣事革退；二十九年庚午十二月二十四日戌時卒，年三十九歲；嫡妻納喇氏，長史蘇拜之女，妾王氏，王三之女，妾周氏，豪善之女，妾瓦爾喀氏，嵩阿託之女；九子：長子奉國將軍拜塞，次子拜湯阿，三子巴噶，四子巴爾當吉，五子素丹，六子舒代，七子錫覃，八子德楞阿，九子費揚濟。
- 次子已革和碩簡親王喇布（1654-1681年），母庶福晉杭氏，翁普熙之女
- 三子和碩簡惠親王德塞（1654-1670），母嫡福晉科爾沁博爾吉吉特氏，多羅貝勒綽爾濟之女，為孝惠章皇后親甥
- 四子穆濟衲（1656-1659），順治十三年三月初四日生，母庶福晉額塞禮氏，塞尹圖之女，與第一子同母；十六年閏三月初五時卒，年四歲
- 五子和碩簡修親王雅布（1658 -1701），母庶福晉杭氏，翁普熙之女

### 女兒
- 長女，庶出
- 次女固倫端敏公主（1653年－1729年），母嫡福晉科爾沁博爾吉吉特氏，多羅貝勒綽爾濟之女，為孝惠章皇后親甥女

## 影劇
- 2000年電視劇〈少年天子〉，由李修蒙飾演。
- 2015年電視劇〈董鄂妃傳〉，由高仁飾演。